# American Institute of Physics
L'Institut Americà de Física, en anglès "American Institute of Physics" (AIP) promou la ciència, la professió de la física, publica revistes de física, i produeix publicacions per a les societats científiques i d'enginyeria. L'AIP es compon de diverses societats membres. Les seves oficines corporatives es troben a l'American Center for Physics al College Park, Maryland, però l'institut també compta amb oficines a Melville, Nova York i a Pequín.

## Activitats centrals
L'enfocament de l'AIP sembla estar organitzat al voltant d'un conjunt d'activitats bàsiques. La primera activitat delineada és donar suport a les societats membres pel que fa a les funcions essencials de la societat. Això s'aconsegueix mitjançant la convocatòria anual dels diversos agents de la societat per discutir d'àrees d'interès comú. Es discuteix una varietat de temes que inclou la publicació científica, qüestions de política pública, qüestions de membres de base, les donacions filantròpiques, l'educació científica, les carreres científiques per a una població diversa, i un fòrum per a l'intercanvi d'idees.
Una altra activitat principal és la publicació de la ciència de la física a les revistes d'investigació, revistes i actes de congressos. societats membres continuen però tanmateix publiquen les seves pròpies revistes.
Altres activitats principals són el seguiment de l'evolució de l'ocupació i de l'educació amb sis dècades de cobertura, sent un enllaç entre la ciència i la indústria de la investigació, col·leccions històriques i programes de divulgació de la física, i el suport a iniciatives d'educació científica i el suport a la física de grau. Una altra activitat principal és com un defensor de la política científica al Congrés dels EUA i el públic en general.

## Resum històric
L'AIP va ser fundat el 1931 com una resposta a la manca de finançament per a les ciències durant la Gran Depressió. Originalment el 1932 es va incorporar cinc "membres de la societat", i un total de quatre mil membres. Un nou conjunt de "socis-societats" es van anant afegint a començaments de mitjans de la dècada de 1960. Tan aviat com es va establir l'AIP, es va iniciar la publicació de revistes científiques.

## Societats membres
- Acoustical Society of America
- American Association of Physicists in Medicine
- American Association of Physics Teachers
- American Astronomical Society
- American Crystallographic Association
- American Meteorological Society
- American Physical Society
- American Vacuum Society
- Optical Society
- Society of Rheology

## Societats afiliades
- American Association for the Advancement of Science, Secció de Física
- Societat Química Americana, Divisió fisicoquímica
- American Institute of Aeronautics and Astronautics
- American Nuclear Society
- American Society of Civil Engineers
- ASM International
- Astronomical Society of the Pacific
- Biomedical Engineering Society
- Council on Undergraduate Research, Divisió de Física i Astronomia
- Electrochemical Society
- Geological Society of America
- IEEE Nuclear and Plasma Sciences Society
- International Association of Mathematical Physics
- International Union of Crystallography
- International Centre for Diffraction Data
- Laser Institute of America
- Materials Research Society
- Microscopy Society of America
- National Society of Black Physicists
- Open Access Scholarly Publishers Association
- Polymer Processing Society
- Society for Applied Spectroscopy
- SPIE

## Llista de publicacions
L'AIP té una filial anomenada AIP Publishing (de propietat total sense ànim de lucre) dedicada a la publicació acadèmica per l'AIP i les seves societats membres, així com en nom d'altres socis.
- AIP Advances
- AIP Conference Proceedings
- Applied Physics Letters
- Biomicrofluidics
- History of Physics Newsletter
- Journal of Applied Physics
- Journal of Chemical Physics
- Journal of Mathematical Physics
- Journal of Renewable and Sustainable Energy
- Journal of Physical and Chemical Reference Data
- Chaos
- Low Temperature Physics
- Physics of Fluids
- Physics of Plasmas
- Physics Today
- Review of Scientific Instruments